# Tazzelwurm (Varieté)
Der Tazzelwurm war das erste Varieté-Theater in Köln nach dem Zweiten Weltkrieg.
Das Theater befand sich in der Zülpicher Straße Nr. 34 und war einer der wenigen erhaltenen größeren Säle im weitgehend zerstörten Nachkriegs-Köln. Der Gründer Robert Baums hatte die Örtlichkeiten von der Pfarrgemeinde der Herz-Jesu-Kirche 1945 zur Verfügung gestellt bekommen und erhielt nach seiner Entnazifizierung drei Jahre später auch offiziell die Erlaubnis, das Vergnügungstheater leiten zu dürfen.
Bereits im November 1945 wurde die erste karnevalistische Revue auf die Bühne gebracht, in der Karnevals-Session 1946/47 traten humoristische und musikalische Lokalgrößen wie Grete Fluss, Jupp Schlösser und Gerhard Jussenhoven auf, 1949 erfolgte der Umbau zu einem Kino, den Tazzelwurm-Lichtspielen, das 1957 zunächst geschlossen und dann nach Modernisierung unter dem neuen Betreiber Eugen Gerards als Bali-Theater eröffnet wurde.

## Belege
1. ↑  Bilderbuch Köln - Varietetheater Tazzelwurm. Archiviert vom Original; abgerufen am 6. Februar 2018.
2. ↑  Ulla Ebringhoff: Musikalische Spaziergänge durch Köln. Musikverlage Hans Gerig, 2003, ISBN 3-87252-330-9, S. 79.
3. ↑  Bilderbuch Köln - Tazzelwurm Lichtspiele. Archiviert vom Original; abgerufen am 28. Dezember 2019.
4. ↑  Kinos Details - Köln im Film. Ehemals im Original (nicht mehr online verfügbar); abgerufen am 28. Dezember 2019. (Seite nicht mehr abrufbar. Suche in Webarchiven)

Koordinaten: 50° 55′ 47,1″ N, 6° 56′ 17,5″ O